# Bezirksrundweg Mittleres Sauerland

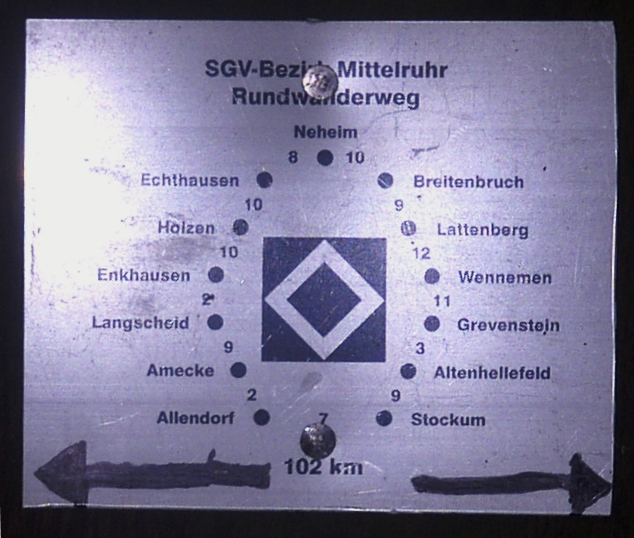
Wegzeichen des Bezirksrundweges

Der Bezirksrundweg Mittleres Sauerland ist ein 102 km langer Wanderweg im Vereinsgebiet des Sauerländischen Gebirgsvereins und einer von insgesamt zwei Bezirkswanderwegen des SGV-Bezirks Mittleres Sauerland.  Das  Wegzeichen ist die Raute ◇.

## Verlauf des Wanderwegs
Der Bezirksrundweg beginnt in Echthausen, geht vorbei am Flugplatz Arnsberg zum Schloss Höllinghofen über Voßwinkel entlang am Wildwald Voßwinkel nach Holzen. Der Weg führt weiter am Kloster Oelinghausen vorbei nach Enkhausen und von dort nach Langscheid an den Sorpesee. Es folgt Amecke, danach Allendorf und Stockum.
Der Wanderweg führt weiter über  Linnepe, Altenhellefeld, Grevenstein und  Meschede-Berge nach Wennemen. Von hier geht es in den Naturpark  Arnsberger Wald auf den Plackweg bis nach Breitenbruch. In Neheim-Moosfelde führt der Weg weiter über die Möhne nach Höingen zum Fürstenberg an der Fürstenbergkapelle vorbei. Im Ruhrtal vereinigt sich der Wanderweg mit dem Ruhrtalweg, es wird bei Haus Füchten die Ruhr überquert und danach geht es zurück zum Ausgangspunkt Echthausen.